# Montmelas-Saint-Sorlin
Montmelas-Saint-Sorlin ist eine französische Gemeinde mit 530 Einwohnern (Stand: 1. Januar 2022) im Département Rhône in der Region Auvergne-Rhône-Alpes. Die Gemeinde gehört zum Arrondissement Villefranche-sur-Saône und zum Kanton Gleizé. Die Einwohner werden Montmelassiens genannt.

## Geographie
Montmelas-Saint-Sorlin liegt rund sieben Kilometer westnordwestlich von Villefranche-sur-Saône im Weinbaugebiet Bourgogne. Umgeben wird Montmelas-Saint-Sorlin von den Nachbargemeinden Vaux-en-Beaujolais im Norden, Blacé im Norden und Nordosten, Saint-Julien im Osten und Nordosten, Denicé im Osten und Südosten sowie Rivolet im Süden und Westen.

## Bevölkerungsentwicklung
| Jahr                       | 1962 | 1968 | 1975 | 1982 | 1990 | 1999 | 2006 | 2013 |
| Einwohner                  | 210  | 220  | 260  | 270  | 369  | 367  | 358  | 453  |
| Quellen: Cassini und INSEE |      |      |      |      |      |      |      |      |

## Sehenswürdigkeiten
- Burg Montmelas, Monument historique
- Kapelle Saint-Molet

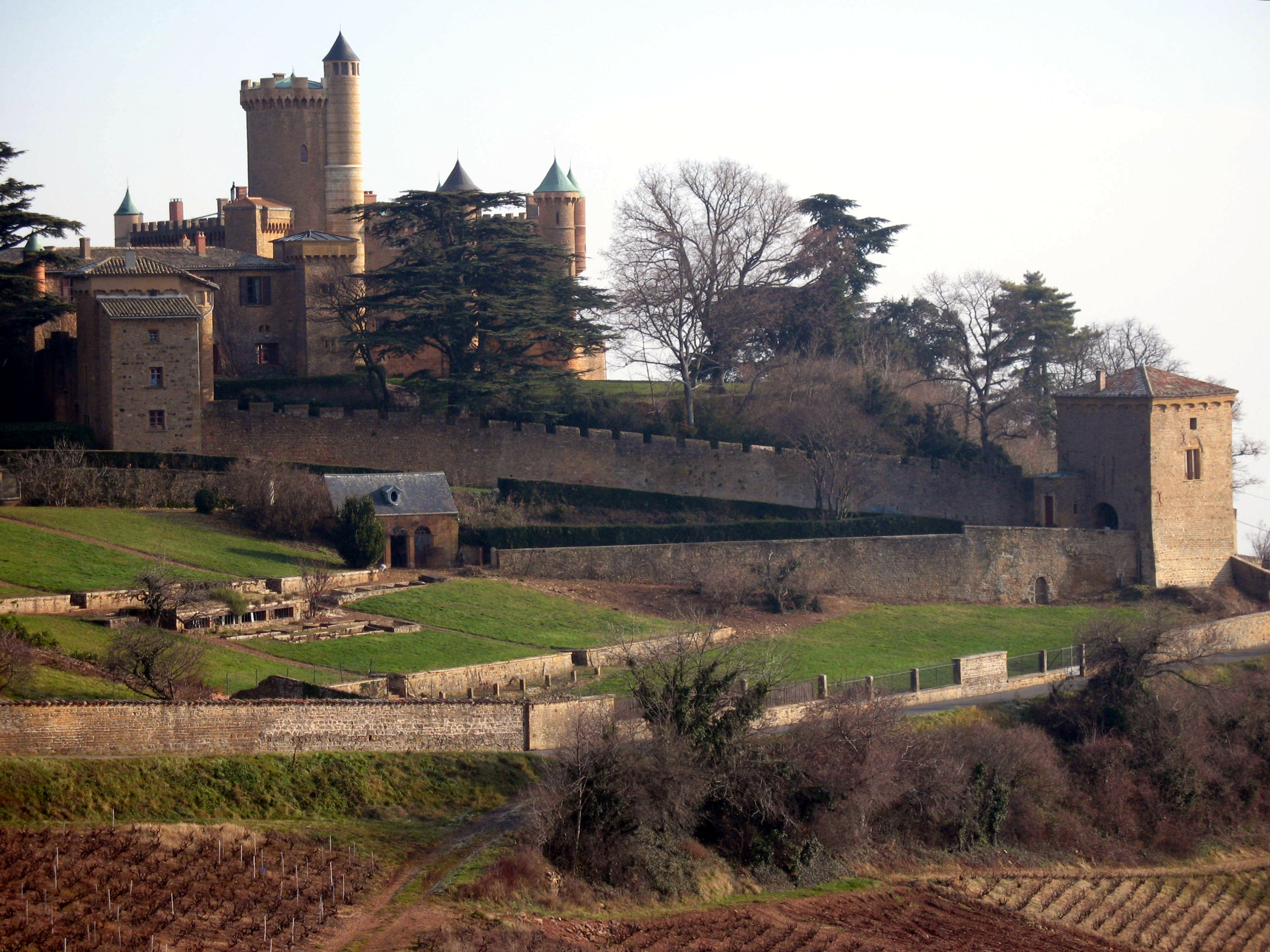
Burg Montmelas
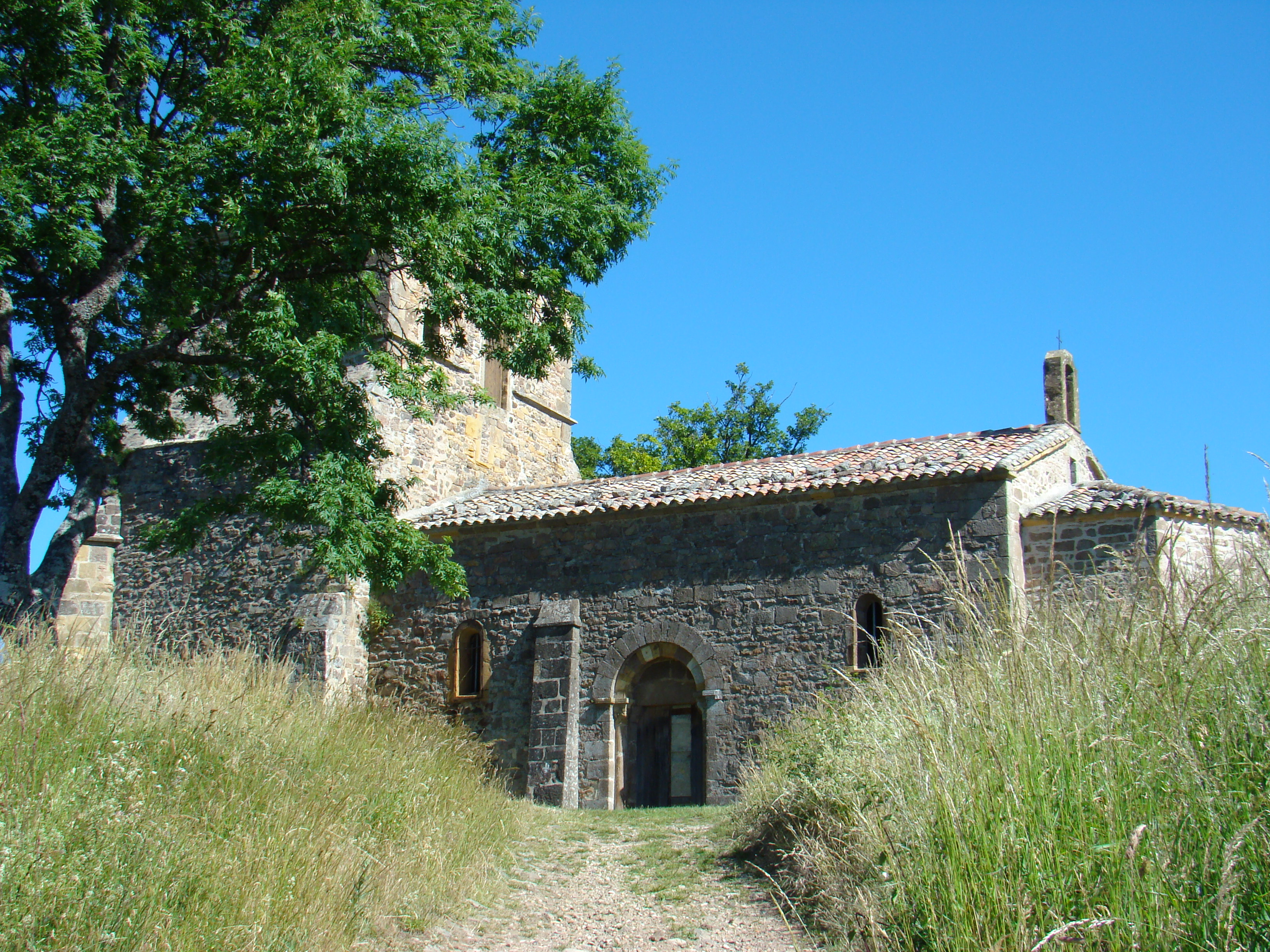
Kapelle Saint-Bonnet